# José da Silva Lisboa
José da Silva Lisboa, visconte di Cairu (Salvador, 1756 – Rio de Janeiro, 1835), è stato un politico brasiliano.

## Biografia

Principios de direito mercantil, 1801 (Fondazione Mansutti, Milano).

Figlio di un architetto portoghese, studiò a Lisbona e si laureò in filosofia e diritto all'Università di Coimbra. Tornato in Brasile, insegnò filosofia morale nella sua città natale, diventando celebre come economista e giurista. Il principe reggente Giovanni VI di Braganza lo assunse durante il suo esilio brasiliano. Silva Lisboa sosteneva la monarchia liberale e convinse l'apertura dei porti brasiliani al commercio estero. Fu deputato alla Real Junta do Comércio, poi divenne senatore. Nel 1809 fu incaricato di scrivere un nuovo codice di commercio brasiliano. Silva Lisboa sostenne a lungo la riconciliazione tra Brasile e Portogallo, ma quando il principe Pietro d'Orléans-Braganza dichiarò l'indipendenza brasiliana, Silva Lisboa si unì alla lotta dei connazionali.

## Opere
Le sue opere principali sono Principios de direito mercantil (1798), Curso de direito mercantil (1801) e Principios de economia politica (1804).